# 朱厄爾 (堪薩斯州)
朱厄爾（英語：Jewell）是一個位於美國堪薩斯州朱厄爾縣的城市。

## 地方資料
根據2020年美國人口普查的數據，朱厄爾的面積為1.06平方千米，當中陸地面積為1.06平方千米，而水域面積為0.00平方千米。當地共有人口370人，而人口密度為每平方千米349.06人。